# Psychotria pleuropoda
Psychotria pleuropoda är en måreväxtart som beskrevs av John Donnell Smith. Psychotria pleuropoda ingår i släktet Psychotria och familjen måreväxter. Inga underarter finns listade i Catalogue of Life.